# Паола (локомотивное депо)
Локомотивное депо Паола — предприятие железнодорожного транспорта в городе Паола, обслуживало железную дорогу Паоло — Козенца (итал. Ferrovia Paola-Cosenza).

## Подвижной состав
- Паровоз Gruppo 851
- Паровоз Gruppo 625
- Автомотриса ALn 56
- Автомотриса ALn 64
- Электровоз FS E.626
- Электровоз FS E.424